# Константин Раковица
Константин Раковица e на два пъти господар на Молдова и на Влашко. Син на Михай Раковица. Въпреки че родът му е местен, Константин Раковица е типичен представител на фанариотската върхушка управлявала дунавските княжества през XVIII век. Политиката му е на увеличаване на данъчната тежест, по-високи вноски към Константинопол за откупуване на владетелските права и благоразположеност към съседите — Руска империя и Свещена Римска империя. 
Той е последователно молдовски и влашки войвода в последните години на управлението на Махмуд I и по времето на Осман III. По-късно, но за кратко е възстановен като влашки господар от Мустафа III.